# Paperino e l'ape
Paperino e l'ape (Bee at the Beach) è un film del 1950 diretto da Jack Hannah. È un cortometraggio animato realizzato, in Technicolor, dalla Walt Disney Productions, uscito negli Stati Uniti il 13 ottobre 1950 e distribuito dalla RKO Radio Pictures. È stato distribuito anche con i titoli Paperino al mare, Un'ape dispettosa e Ape dispettosa.

## Trama
L'ape Spike si reca in una spiaggia per poter trascorrere la giornata abbronzandosi al sole. Proprio in quel momento però, arriva in spiaggia anche Paperino che, oltre a rubarle il posto, si diverte a farle dispetti e a umiliarla. Alla fine Paperino rinchiude l'ape in una bottiglia piena di bibita gassata e, con un materassino gonfiabile dotato di ombrellone, si gode il relax in mare. L'ape riesce però a liberarsi grazie all'effervescenza della bibita e si vendica bucando il materassino di Paperino. Il papero riesce a rigonfiare il materassino, ma non si accorge di essere circondato da sei squali. L'ape decide di strappare una piuma dal didietro di Paperino, con la quale attira uno degli squali che stava dormendo, facendogliela annusare. A quel punto gli squali attaccano Paperino che, per evitare di essere mangiato, tenta di volare con delle rudimentali ali ricavate dall'ombrellone del materassino, sotto lo sguardo divertito dell'ape, che osserva la scena da lontano con il cannocchiale del bagnino.

## Distribuzione

### Edizioni home video

#### VHS
- Paperino superstar (febbraio 1991)
- Il mio eroe Paperino (marzo 2004)

#### DVD
Il cortometraggio è incluso nei DVD Walt Disney Treasures: Semplicemente Paperino - Vol. 3 e Il mio eroe Paperino.